# Gander Bay North
Gander Bay North is een local service district (LSD) en designated place (DPL) op het eiland Newfoundland in de Canadese provincie Newfoundland en Labrador.

## Geografie
Het in 1984 opgerichte local service district Gander Bay North bevindt zich aan de westkust van Gander Bay, een baai aan de noordkust van Newfoundland. Het LSD bestaat uit vier gedeeltelijk in elkaar overlopende dorpen; van zuid naar noord betreft het Clarke's Head, Wings Point, Victoria Cove en Rodgers Cove.
Alle plaatsen zijn gelegen aan provinciale route 331. Ter hoogte van Clarke's Head maakt die weg via de Gander Bay Causeway de oversteek over de baai naar het LSD Gander Bay South.

## Demografie
Met 728 inwoners (2021) heeft Gander Bay North het op vier na grootste inwoneraantal van alle local service districts van Newfoundland en Labrador. 
Demografisch gezien kent de designated place, net zoals de meeste afgelegen gebieden op Newfoundland, de laatste jaren een dalende trend. Tussen 1996 en 2021 daalde de bevolkingsomvang van 971 naar 728, wat neerkomt op een daling van 243 inwoners (-25,0%) in 25 jaar tijd.
| Demografische ontwikkeling van Gander Bay North tussen 1996 en 2021 |
| ------------------------------------------------------------------- |
|                                                                     |
| Bron: Statistics Canada (1996, 2001–2006, 2011–2016, 2021)          |

### Taal
In 2016 hadden alle inwoners van het LSD het Engels als moedertaal. Daarnaast gaven vijf mensen aan ook het Frans als moedertaal te hebben.

## Gezondheidszorg
Gezondheidszorg wordt in Gander Bay North aangeboden door het Victoria Cove Community Health Centre. Deze lokale zorginstelling in Victoria Cove valt onder de bevoegdheid van de Newfoundland and Labrador Health Services (en tot april 2023 onder die van de gezondheidsautoriteit Central Health). Het biedt de inwoners uit de omgeving basale eerstelijnszorg aan.